# Портомойка (приток Овинной)
Портомойка (в верховье Марай) — река в России, протекает в Свердловской области. Устье реки находится в 5 км по левому берегу реки Овинная. Длина реки составляет 10 км.

## Данные водного реестра
По данным государственного водного реестра России относится к Иртышскому бассейновому округу, водохозяйственный участок реки — Пышма от Белоярского гидроузла и до устья, без реки Рефт от истока до Рефтинского гидроузла, речной подбассейн реки — Тобол. Речной бассейн реки — Иртыш.

## Населённые пункты
- Михайловка, при впадении Портомойки в Овинную, 4,8 км от устья

## Притоки
- Михеевка
- Марай